# Pascal Michel
Pascal Michel  (* 1999) ist ein Schweizer Unihockeyspieler, der beim Nationalliga-A-Verein Floorball Köniz unter Vertrag steht.

## Karriere

### Verein
2018 debütierte Michel in der ersten Mannschaft von Floorball Köniz, nachdem er alle Nachwuchsstufen von Floorball Köniz durchlaufen hatte. Zur Saison 2019/20 wurde Michel in das Kader der ersten Mannschaft befördert. Zudem hat er im März 2019 einen mehrjährigen Vertrag bei Floorball Köniz unterschrieben.

### Nationalmannschaft
Zwischen 2016 und 2017 gehörte Michel der Schweizer U19-Nationalmannschaft an. Unter Simon Meier absolvierte er 15 Partien und erzielte dabei 12 Skorerpunkte.